# San Francisco recibiendo los estigmas

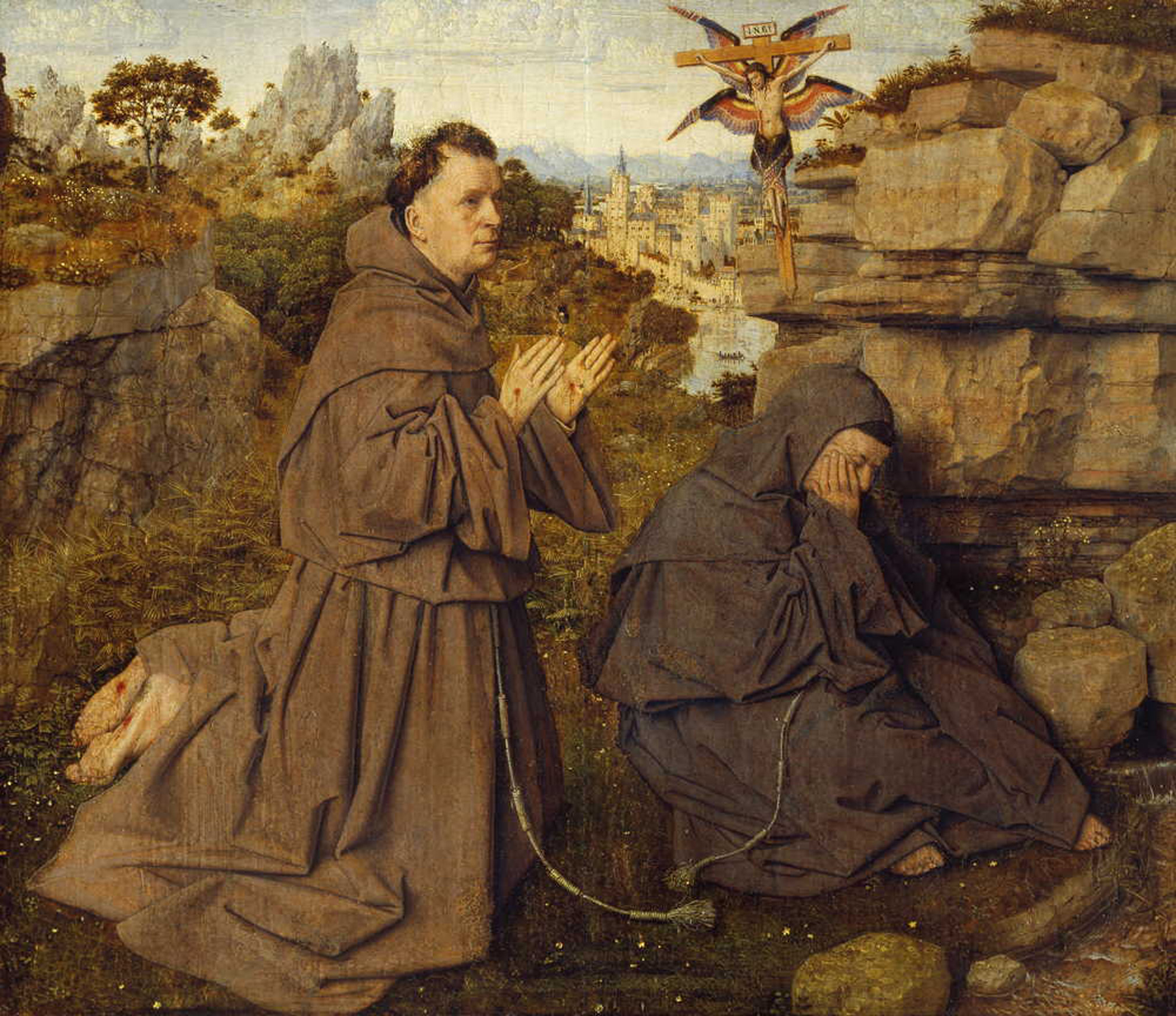
San Francisco de Asís recibiendo los Estigmas, c. 1430; 32,4 cm x 29,3 cm, Galería Sabauda, Turín, Italia.

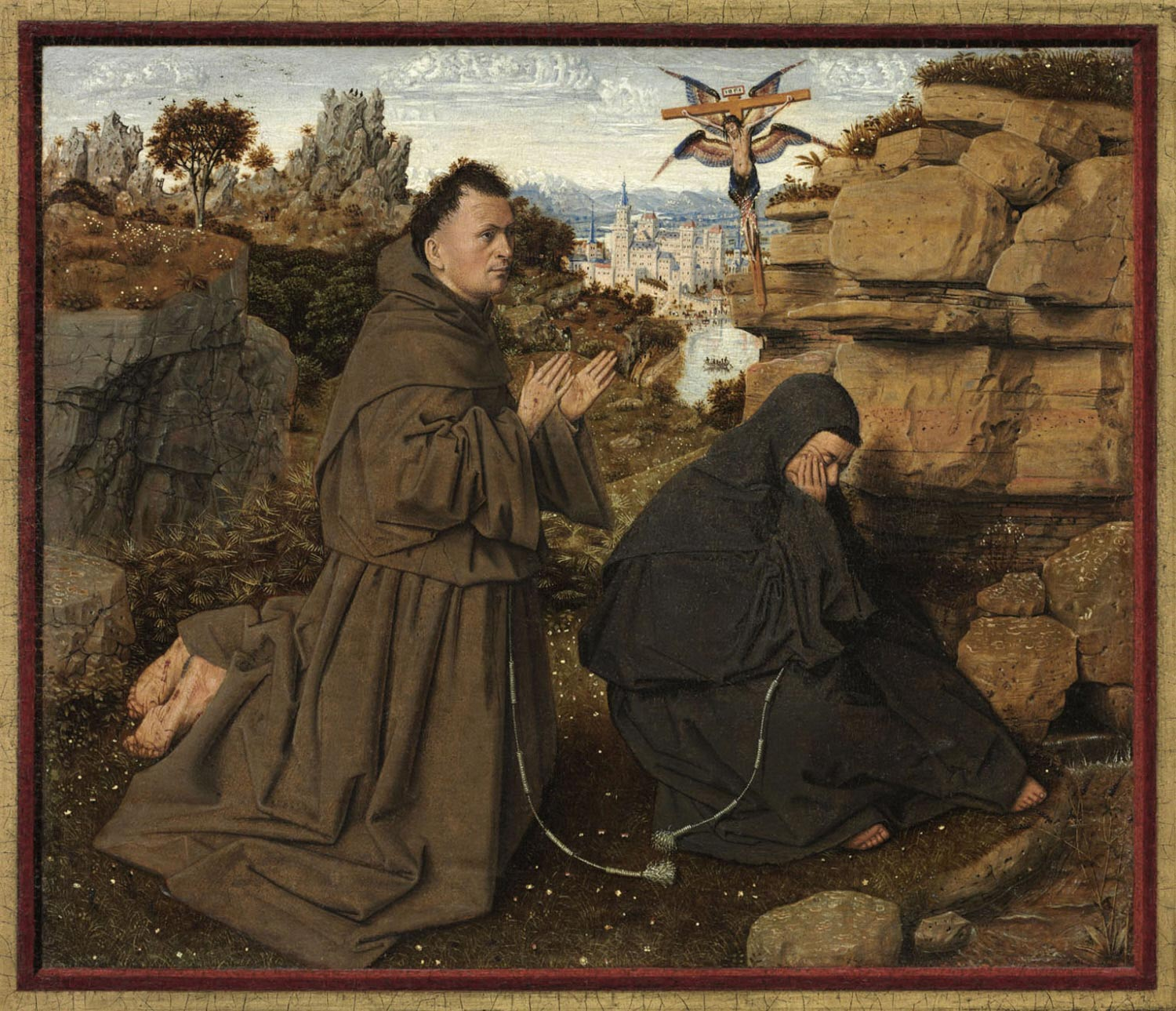
San Francisco de Asís recibiendo los Estigmas, c. 1430–32; 12,7 cm x 14,6 cm, Museo de Arte de Filadelfia.

San Francisco de Asís recibiendo los Estigmas es el nombre dado a dos pinturas de hacia 1428–32 que los historiadores del arte normalmente atribuyen al artista flamenco, Jan van Eyck. Las tablas son casi idénticas, aparte de una diferencia considerable de tamaño. Aun así, ambas son pinturas pequeñas: de 29,3 cm x 33,4 cm la que se conserva en la Galería Sabauda de Turín, Italia; y con 12,7 cm  x 14,6 cm la del Museo de Arte de Filadelfia. La evidencia documental más temprana se encuentra en un inventario de 1470 de bienes legados por Anselmo Adorno de Brujas; podría haber poseído ambos paneles. Durante el siglo XIX y hasta mediados del XX, la mayoría de los académicos los atribuyeron a un alumno o seguidor de van Eyck a partir de un diseño del maestro.
Las pinturas muestran un famoso incidente de la vida de San Francisco de Asís, que es mostrado arrodillado ante una roca de la que nace una fuente, mientras recibe los estigmas de Cristo crucificado en las palmas de las manos y plantas de los pies. Detrás de las formaciones rocosas, recreadas con gran detalle, un paisaje panorámico que parece relegar las figuras a una importancia secundaria. Es la primera aparición de este santo en el arte nórdico, que sin embargo era un tema habitual en el arte italiano desde Giotto. Los argumentos que atribuyen los trabajos a van Eyck eran en principio coyunturales y basados principalmente en el estilo y calidad de las tablas. Una tercera versión muy posterior se encuentra en el Museo del Prado de Madrid, pero es más débil y se desvía significativamente en tono y diseño.
Entre 1983 y 1989 las pinturas experimentaron un profundo examen técnico y amplia restauración y limpieza. El análisis técnico de la pintura de Filadelfia estableció que la tabla de madera proviene del mismo árbol que las de dos pinturas definitivamente atribuidas a van Eyck, y que la tabla italiana tiene una composición y calidad que se cree solo podría provenir de él. Después de casi 500 años, las pinturas fueron reunidas en 1998 en una exposición en el Museo de Arte de Filadelfia. Hoy el consenso es que ambas fueron pintadas por la misma mano.

## Procedencia
Las pinturas pueden haber pertenecido a la familia Adorno de Brujas. Una copia de un testamento escrito en 1470 por Anselmo Adorno, miembro de esta familia de origen genovés y una de las principales en la Brujas de la época, fue encontrada en 1860.  Antes de partir en una peregrinación a Jerusalén, Adorno legó a sus dos hijas en conventos dos pinturas de van Eyck. Describe "con un retrato de San Francisco, hecho por la mano de Jan van Eyck", ("een tavereele daerinne dat Sint-Franssen en portrature van meester Ians handt van Heyck ghemaect staet"). 

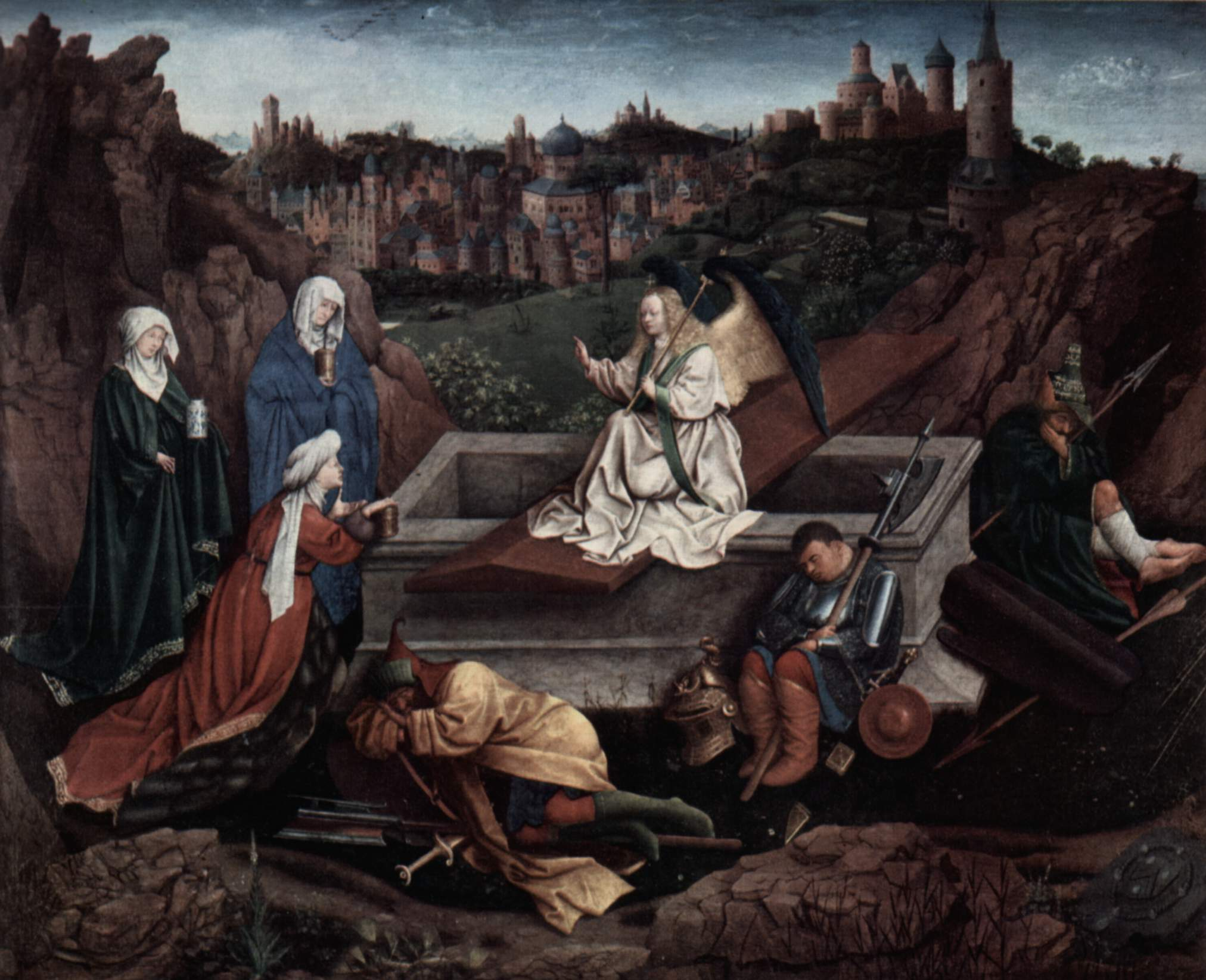
Las Tres Marías en el Sepulcro, atribuido a Hubert van Eyck, c. 1410–28.

Anselmo puede haber heredado las pinturas de su padre Pietro o su tío Giacobbe, quienes habían viajado a Jerusalén en peregrinación cuarenta años antes, regresando alrededor de 1427 o 1428. A su regreso los hermanos Adorno financiaron una réplica de la iglesia del Santo Sepulcro construida como su capilla funeraria en Brujas, conocida como la capilla de Jerusalén. La orden franciscana estaba ya por entonces consagrada al cuidado y custodia de la iglesia del Santo Sepulcro en Jerusalén. También pueden haber encargado las dos pinturas de San Francisco en conmemoración del peregrinaje, a la manera de la eyckiana Las Tres Marías en el Sepulcro– atribuida a su hermano Hubert van Eyck– que pudo haber sido encargada para conmemorar una peregrinación exitosa.  Una teoría alternativa es que pidieran las pequeñas pinturas como obra devocional portátil que poder llevar durante la peregrinación. La posesión de tales piezas devocionales privadas no era entonces extraña– el a menudo itinerante duque Felipe el Bueno tenía un retablo ambulante. Aún más intrigante es que Felipe encargó a van Eyck dos retratos de compromiso idénticos de Isabel de Portugal en 1428 –para asegurarse que al menos uno sobreviviera al viaje desde Portugal– lo que pudo establecer un precedente que los clientes de Brujas trataron de emular.  Anselmo Adorno casi con toda seguridad se llevó la pintura más pequeña con él en su peregrinaje de 1470; fue vista en Italia, particularmente en Florencia, y ampliamente copiada. A principios de los años 1470 Sandro Botticelli, Verrocchio, Filippino Lippi y Giovanni Bellini pintaron variaciones del San Francisco recibiendo los Estigmas que incluían motivos de la versión de van Eyck, especialmente evidentes en el fondo pedregoso.  Las pinturas cayeron en la oscuridad durante siglos hasta que en 1886 el historiador del arte W. H. J. Weale trazó la conexión entre ellas y los Adorno.  William à Court, primer Barón Heytesbury compró la pintura de Filadelfia en algún momento entre 1824 y 1828 en Lisboa. En aquel tiempo se la creía de Alberto Durero, pero en 1857 el historiador del arte Gustav Waagen la atribuyó a van Eyck. Heytesbury la vendió a un marchante en noviembre de 1894; un mes más tarde John G. Johnson, un coleccionista de Filadelfia, se la compró por £700.  En 1917, legó su colección de arte a la ciudad de Filadelfia.
La pintura de Turín fue adquirida en 1866 por el alcalde de una ciudad cercana. Anteriormente era propiedad de un profesor que vivía en la provincia de Alessandria; la había comprado a una antigua monja de esa provincia. La documentación es fragmentaria, pero sugiere que la monja la tenía a principios del siglo XIX durante la disolución de conventos en el área, bajo Napoleón. Que una monja poseyera la pintura tres siglos después de que Adorno legara su San Francisco de van Eyck a su hija en un convento, y que la familia Adorno tuviera propiedades en Alessandria, es muy sugestivo. 
Las investigaciones técnicas que Butler llevó a cabo durante su mandato resultaron en colaboraciones mundiales y tres publicaciones. La culminación de la investigación llegó en 1998 con una exposición en el Museo de Arte de Filadelfia.  La exposición era pequeña, con un puñado de pinturas y algunas hojas manuscritas. Solo dos fueron definitivamente atribuidas al maestro, la Anunciación, procedente de la Galería Nacional de Arte en Washington D. C., y la Santa Barbara, prestada de Amberes. Dos San Cristóbal, uno en Filadelfia y el otro del Louvre, fueron considerados obras de miembros del taller.  De Cleveland vino un San Juan Bautista en un paisaje, que se cree de un seguidor de van Eyck.  Las pinturas de Filadelfia y Turín con San Francisco formaron parte de la exhibición, reunidas probablemente por primera vez desde finales del siglo XV.

## Las tablas

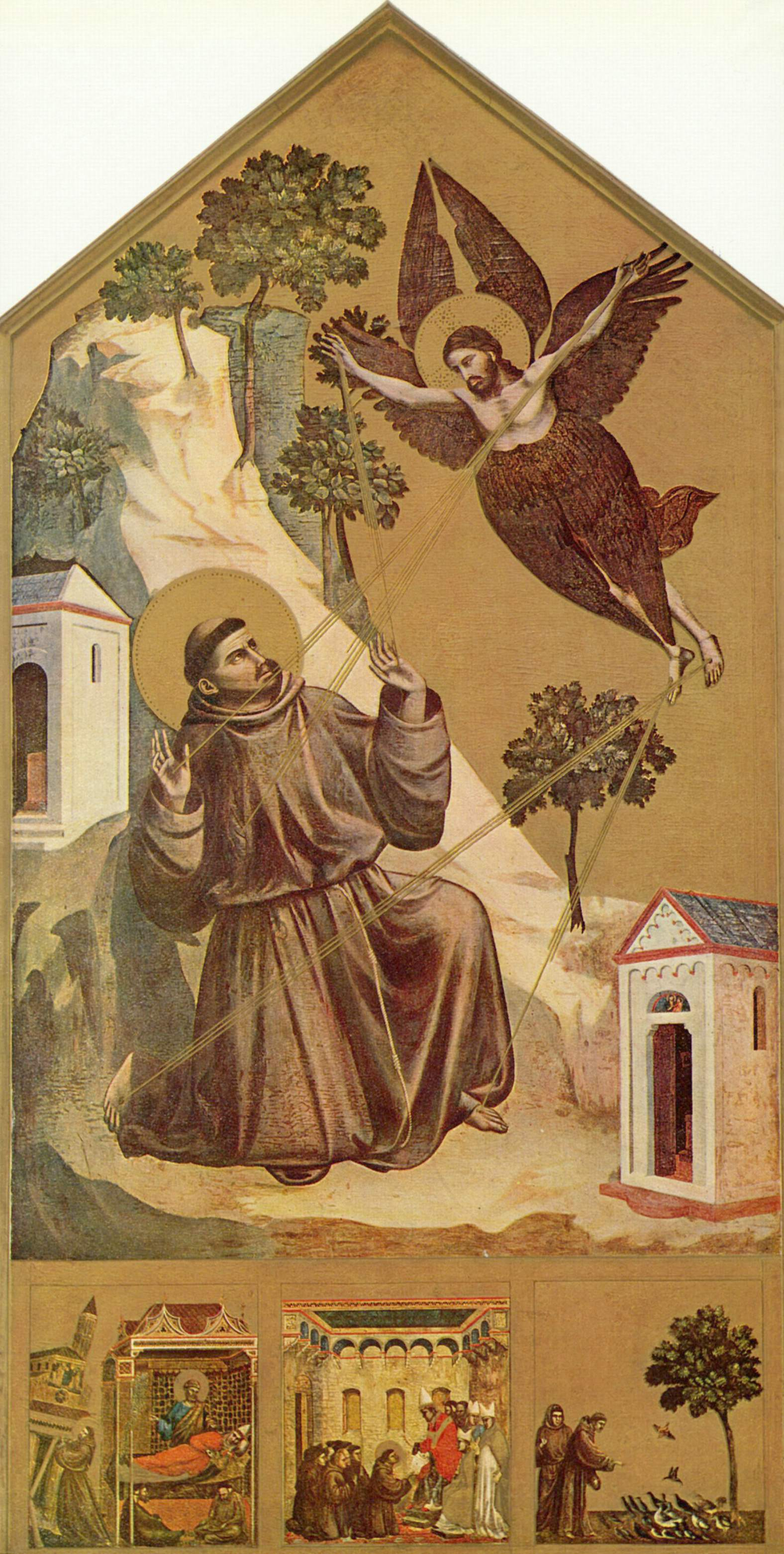
Giotto, San Francisco recibiendo los Estigmas, c. 1295–1300. Museo del Louvre, París.

La pequeña tabla de Filadelfia está pintada al óleo sobre pergamino (vitela); un borde rojo bermellón rodea la imagen –similar a los que se ven en manuscritos iluminados contemporáneos. Da la ilusión al espectador de mirar a través de una ventana al paisaje.  El pergamino mide 12,9 cm × 15,2 cm; la imagen mide 12,9 cm por 14,6 cm. Debajo cinco soportes de madera; el pergamino está pegado a una, y cuatro piezas más pequeñas, añadidas en una fecha posterior, enmarcan la imagen.  El pergamino es inusualmente grueso y tiene una delgada capa de imprimación insoluble. Los marcos de madera fueron cubiertos por una capa gruesa de blanco, que se superpone al pergamino en algunas partes.  Los marcos fueron dorados en algún momento; el análisis técnico encontró partículas de pan de oro en el marco inferior.  La tabla de Turín está pintada sobre dos tablas de roble unidas con una banda de pergamino o tela, sobre un fondo de creta y pegamento animal. 

### Figuras
En ambas pinturas, San Francisco de Asís se arrodilla ante una roca cuando recibe los estigmas que se mantendrán en su cuerpo hasta su muerte. La composición es similar a la de Giotto de hacia 1295–1300 San Francisco recibiendo los Estigmas, pero más basada en la realidad terrenal.  El diseño es una representación fiel  de los textos franciscanos originales, pero sin relación con la tradición pictórica italiana, omitiendo los rayos de luz que unen las heridas de Cristo a los estigmas del santo y añadiendo la figura dormida del hermano León, contraposición terrena al fervor espiritual de Francisco. 
Francisco tiene rasgos característicos, al punto que la atención al rostro está al nivel de un retrato como el del Retrato del cardenal Niccolò Albergati de 1431. La cabeza y la cara son minuciosamente presentadas. Francisco aparenta unos treinta y tantos, tiene una ligera papada y entradas en la frente. Parece inteligente pero impasible, con expresión inescrutable; habitual en los retratos flamencos contemporáneos.  Por ello, algunos creen que podría tratarse del primer ejemplo conocido de "retrato a lo divino", en el que el santo es presentado con los rasgos del comitente; o que se inspira al menos en alguien real. Arrodillado en la hierba, su grueso hábito se pliega. La orden franciscana no se asentó en los Países Bajos hasta finales del siglo XV, así que se cree que van Eyck copió el hábito marrón de bocetos tomados durante su viaje diplomático en 1428 a Portugal. Sus pies descalzos asoman de manera antinatural; dando la impresión de que levita. 

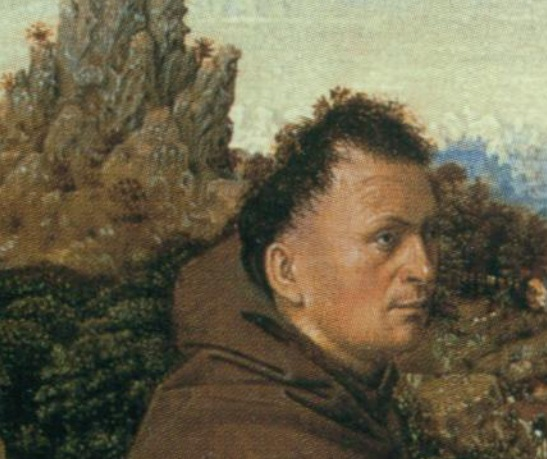
Detalle de la cabeza de San Francisco (Filadelfia).

Till-Holger Borchert observa que los pies de Francisco están ligeramente por encima del resto de su cuerpo, haciéndolos "tan raramente colocados como para parecer un cuerpo extraño". Otros han tomado esto como indicación de un miembro del taller menos experimentado, pero Borchert dibuja una semejanza con dos trabajos aceptados como van Eyck originales. En la "Adoración del Cordero Místico" del Políptico de Gante terminado en 1432, los profetas se arrodillan de una manera similar con sus pies colocados torpemente detrás. El donante en la Virgen del canciller Rolin c. 1435 muestra una pose similar, aunque sus pies no son visibles. Mientras algunos críticos ven el posicionamiento de los pies de Francisco como una debilidad, Joseph Rishel del Museo de Arte de Filadelfia argumenta que esa contorsión es necesaria para mostrar ambas heridas, y que el posicionamiento inusual es deliberado para añadir misticismo a la pintura.

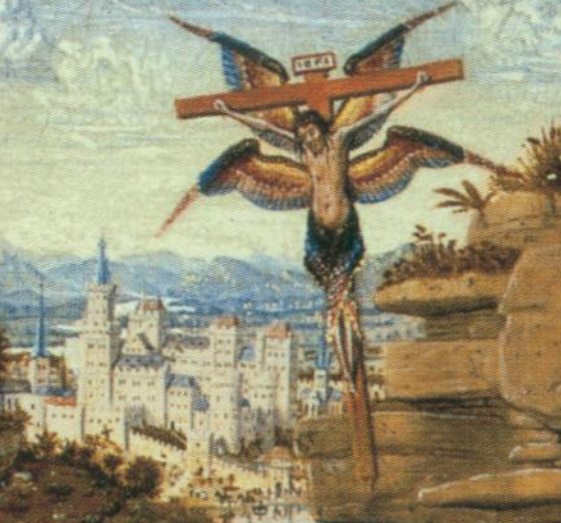
Detalle, Cristo serafín (Filadelfia).

Las heridas en las manos y pies de Francisco son realistas; los cortes no son demasiado profundos o dramáticos y carecen de elementos sobrenaturales como rayos de luz. La representación de Cristo en la Cruz con tres pares de alas como un serafín, es un inusual elemento fantástico en la sensibilidad normalmente reservada de van Eyck. Varios historiadores del arte han abordado esta desconexión y notan que Francisco mira al frente y no se preocupa de la aparición. Holand Cotter la describe como si pareciera que "la visión mística de Cristo fuera de alguna manera más auditiva que visual, y [Francisco] se mantiene absolutamente inmóvil como para captar un sonido distante".
El discípulo, secretario y confesor de Francisco, el Hermano León actúa como testigo presencial. Está vestido en colores sombríos y se presenta de una manera más compacta que Francisco; agachado como si se hundiera en el espacio pictórico en el extremo derecho del panel. Su forma es altamente geométrica y voluminosa. Su cinturón de cuerda se curva hacia abajo para acabar al lado del de Francisco, simbolizando la continuidad entre el fundador de la Orden y sus sucesores. La postura de León parece indicar que llora, a pesar de que parezca descansando o dormido.

### Paisaje

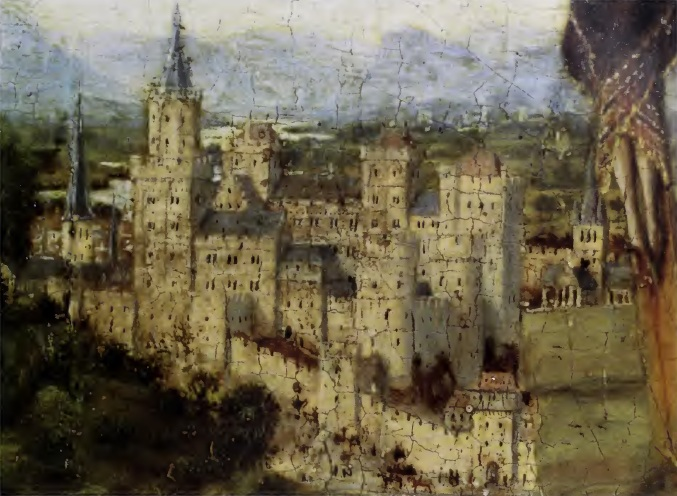
Detalle del paisaje urbano (Turín).

La naturaleza es un aspecto clave en las obras de van Eyck. Según Rishel, los elementos de sus paisajes pueden parecer "mágicamente hermosos pero [es] de hecho son bastante ajenos a la acción sagrada en primer plano". Katherine Luber cree que las vistas abiertas y los horizontes bajos son su sello distintivo. Las pinturas de San Francisco parecen ser experimentos tempranos con el paisaje; el pintor coloca rocas, solucionando el problema de cómo hacer la transición del primer plano al fondo; una resolución similar aparece en el ala inferior derecha del Retablo de Gante.
El marrón de las rocas y los árboles hace eco en los de las túnicas de los santos. La amplitud de las montañas y la ciudad aísla a las figuras contra la grandeza de la naturaleza y el bullicio de la vida humana. Detrás de las figuras un paisaje de montaña panorámico se eleva hacia el cielo; el plano medio contiene una variedad de rocas y picos, incluyendo estratos de capas fosilíferas. Como en la Crucifixion y Juicio Final de Nueva York, las montañas están cubiertas de nieve, lo que van Eyck pudo haber visto durante sus visitas a Italia y España, donde cruzó los Alpes y los Pirineos.
Las pinturas contienen una serie de formaciones rocosas extremadamente detalladas. A pesar de proceder de principios del siglo XV, el conservador Kenneth Bé observa que, para los geólogos modernos "los detalles, colores, texturas, y morfologías en la representación de rocas de van Eyck permite una gran cantidad de información científicamente precisa". Identifica cuatro tipos distintos. Las que están en primer plano a la derecha son rocas calizas muy erosionadas. Hay una serie de fósiles de concha identificables, pintados en tonos oscuros marrón rojizos sugiriendo hierro o impurezas minerales. Detrás de ellas hay una secuencia sedimentaria estratificada. El plano medio contiene rocas ígneas, un par de picos en la distancia.

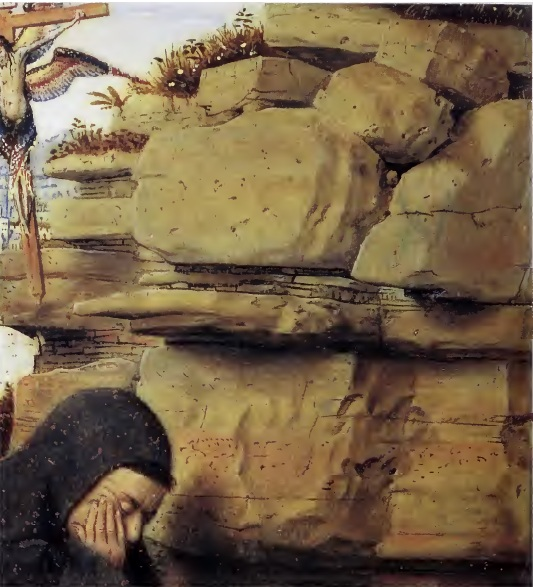
El detalle que muestra capas de rocas desprendidas de piedra caliza (Filadelfia).

Especialistas de historia del arte y la geología han remarcado el nivel de preciso detalle observado y encontrado en el fondo. Los fósiles son un tipo de moluscos similares a los actuales bivalvos o braquiópodos.
El paisaje muestra un ficticia ciudad flamenca. Como en el díptico de Nueva York, algunos edificios y puntos de referencia pueden ser identificados con Jerusalén. Se parece mucho al fondo de la tabla Rolin, la cual ha experimentado una atención mucho más profunda de los estudiosos, con un número de identificaciones hechas con estructuras de Jerusalén, incluyendo la Mezquita de Omar, conocida por van Eyck a través de descripciones textuales y visuales de segunda mano. Las personas y los animales pueblan las murallas de la ciudad, pero algunos son sólo visibles bajo aumento en la pintura de Filadelfia. El lago de la ciudad muestra una barca cuya sombra está reflejada en el agua. Superficies de agua reflectante son otra típica innovación eyckiana, una que parece haber dominado pronto, evidenciado por las escenas de agua en las miniaturas de Milán-Turín, la cual requiere un grado considerable de pericia. Las plantas constan de minúsculas flores en primer plano, hierbas más altas en plano medio y árboles y arbustos de fondo. La pequeña alfombra de flores blancas en el primer plano es reminiscencia de la de la tabla central del retablo de Gante; detrás de Francisco hay palmas enanas.

### Iconografía
La Orden franciscana tuvo un fuerte auge en el siglo XV; su Tercera Orden de San Francisco atrajo damas y caballeros a cofradías laicas locales, como la prestigiosa Cofradía del Árbol Seco en Brujas a la que Anselmo Adorno pertenecía. San Francisco estaba estrechamente asociado con las peregrinaciones, entonces populares, a lugares santos en España y Jerusalén. Se recordaba su propio peregrinaje a Tierra Santa en 1219; y por el siglo XV los franciscanos eran los responsables de mantener los sitios santos en Jerusalén, particularmente la Iglesia del Santo Sepulcro.

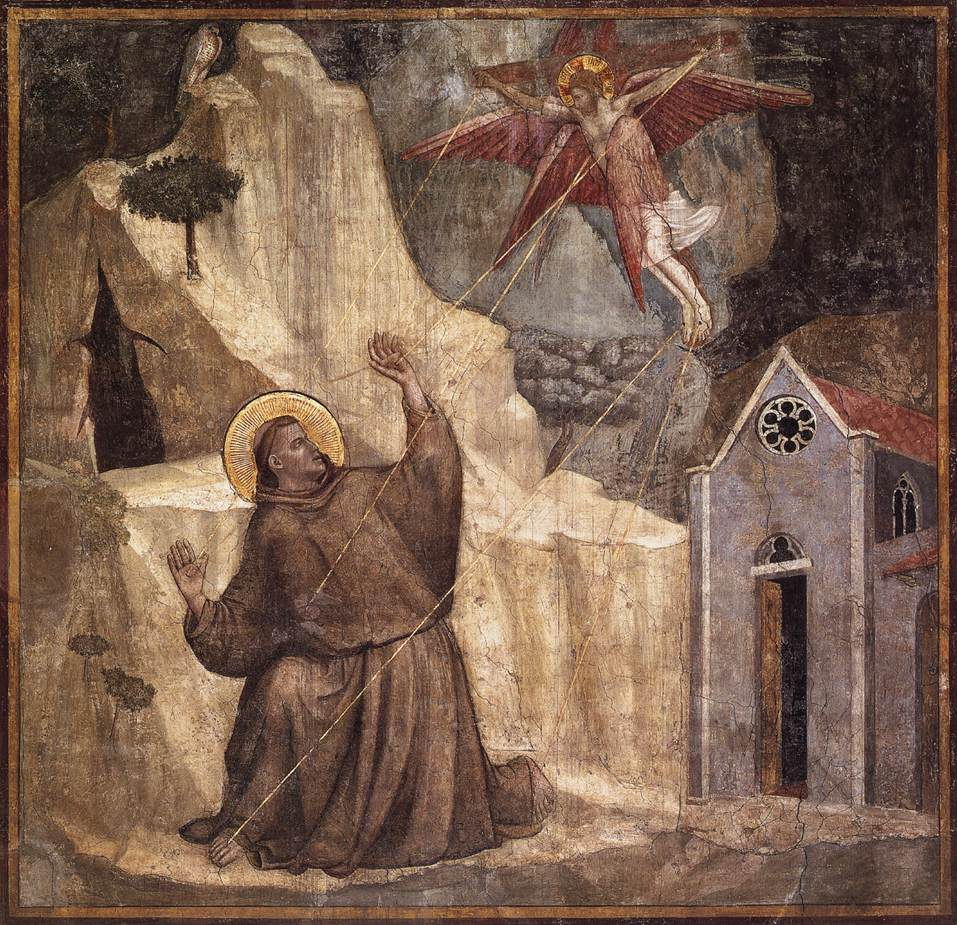
Fresco de San Francisco recibiendo los Estigmas, Giotto, c. años 1320.

San Francisco vivió austeramente, a imitación de Cristo. Abrazó el mundo natural, e hizo votos de pobreza, caridad y castidad. En 1224 en La Verna, experimentó la visión mística que van Eyck retrata. Tomás de Celano, autor de la hagiografía de Francisco, describe la visión y estigmatización: "Francisco tuvo una visión en que veía un hombre como un serafín: tenía seis alas y estaba de pie sobre él con las manos extendidas y sus pies atados juntos, y estaba fijado a una cruz. Dos alas se levantaban por encima de su cabeza, dos estaban extendidas a punto para el vuelo, y dos cubrían su cuerpo entero. Cuando Francisco vio esto estaba absolutamente asombrado. Pero no comprendía lo que esta visión podría significar". Mientras meditaba, "comenzaron a aparecer marcas de uñas en sus manos y pies ... Sus manos y pies parecían ser agujereados por uñas apareciendo en el interior de sus manos y la parte superior de sus pies ... Su costado derecho se desgarró como si hubiera sido agujereado por una lanza, y con frecuencia se filtraba sangre". Para el observador medieval, el aspecto de los estigmas significaba la absorción completa de Francisco en la visión del serafín.
Las pinturas de Turín y Filadelfia muestran a Francisco arrodillado de perfil, meditando tranquilamente, apartado del seráfico crucificado. Van Eyck elimina la pose dramática y los rayos finos causando los estigmas, los cuales según Snyder, eran generalmente "características esenciales de su iconografía". Quizás hasta las heridas en los pies pensó en encubrir, porque el análisis de la pintura de Turín muestra que en el boceto inicial Francisco llevaba sandalias. Algunos estudiosos, sobre todo Panofsky, argumentaron contra la atribución a van Eyck basándose en la iconografía un tanto arcana. Otros, incluyendo James Snyder, ven la imaginería como típica de la visión medieval de van Eyck de la experiencia mística y visionaria.

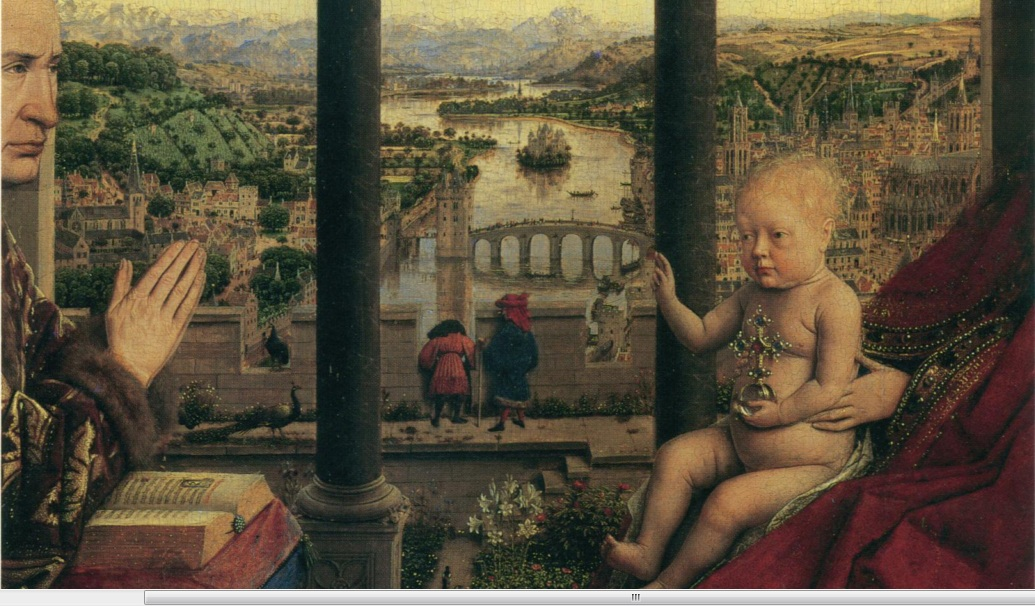
Jan van Eyck, Virgen del canciller Rolin (detalle), c. 1435.

El meticuloso escenario y el paisaje fueron otra innovación en la iconografía. Generalmente La Verna era descrita con escaso detalle, mientras que aquí San Francisco se arrodilla en un campo detallado, quizás un sitio concreto en la propia La Verna en los Apeninos italianos, donde se encuentra esta arenisca estriada, y que el artista pudo ver en su viaje a Italia. El encuadre es apropiadamente remoto. Francisco parece mirar más allá de las rocas, según parece no afectado, un dispositivo eyckiano para ilustrar una visión mística. Por ejemplo, en su Virgen del Canciller Rolin es difícil decir si la ubicación es la sala del trono de María o si es meramente una aparición en la habitación de Rolin, que él mira con similar impasibilidad.
León, tradicionalmente una figura dormida más pequeña que Francisco, es aquí de igual tamaño. Rodeado por rocas estériles, tampoco reacciona ante el serafín, sus pies cerca de un pequeño arroyo, el cual significa redención o salvación, brotando de las rocas. Detrás de Francisco símbolos de vida: plantas, un valle fluvial, un paisaje urbano y montañas.

### Condición

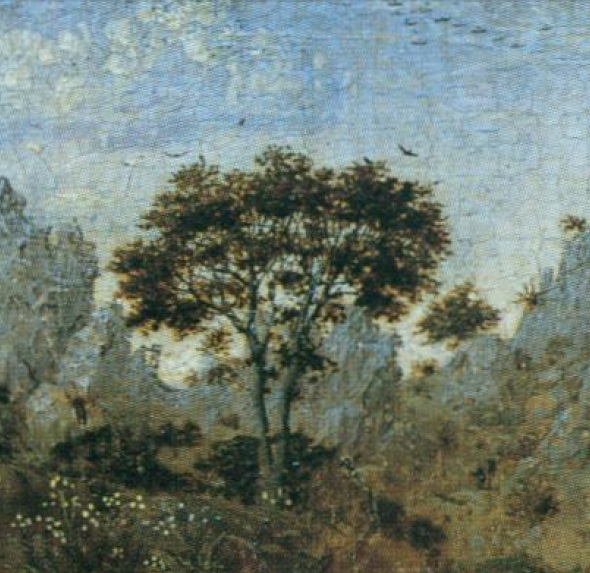
El detalle que muestra flora y pájaros en vuelo (Turín). Una área rectangular de sobrepinte es visible inmediatamente por encima del árbol.

Las tablas están en relativa buena condición para su edad. La versión de Filadelfia está mejor conservada; tiene tonalidades superiores y colores más prominentes. En 1906, Roger Fry realizó una restauración bien documentada retirando sobrepintados. Fry era en la época el restaurador de pinturas en el Museo Metropolitano y actuaba en restauraciones a pesar de carecer de entrenamiento formal; el San Francisco fue su segunda restauración. Atribuía el trabajo a Hubert van Eyck, y pensaba que la versión de Turín era una copia.  Su extracción de una sección en la parte superior reveló un borde rojo; escribió que van Eyck lo había "concebido como miniatura al óleo sobre tabla, lo que podría indicar una fecha no muy alejada de los dibujos del Libro de Horas de Turín" (Horas Milán-Turín). En 1926 escribió: "Cuando llegó a mí, la tabla era considerablemente más grande en la parte superior, y el cielo opaco ocultaba la unión donde la pieza extra había sido añadida para satisfacer algún dueño que no apreció la composición comprimida del original. El cielo había sido animado ... con una multitud de pequeñas nubes blancas que sugieren la presencia de una cohorte de ángeles.  Su restauración sacó más de 10 centímetros; antes de la restauración medía 24 cm × 16 cm, después 12 cm x 14 cm. 
La restauración más amplia fue emprendida entre 1983 y 1989 utilizando un estereomicroscopio. Los restauradores sacaron viejos barnices que se habían vuelto marrones así como capas de antiguos repintes– uno de los cuales contenía el pigmento viridián, no disponible hasta 1859. Retiraron adiciones de pintura de las cumbres montañosas, la túnica de León y en el área alrededor de la tonsura de Francisco. La extracción de sobrepintes y repintes reveló una X que había sido trazada en la pintura original sobre las piedras superiores a la derecha en algún momento desconocido. Según Butler, la extracción de pigmentos intrusos expuso una superficie pictórica en "sorprendente buena condición".
La tabla de Turín padeció numerosos repintes y grietas a lo largo de la unión vertical. La pintura simulando mármol marrón rojizo en su reverso está muy desgastada. En el siglo XX la tabla experimentó tres restauraciones y análisis técnicos extensos. La primera, en 1952, sacó los sobrepintes y reparó la pérdida de pigmento en la tonsura de Francisco, la capucha de León y áreas de vegetación entre las dos figuras. Los restauradores descubrieron una inscripción irremediablemente perdida en la roca junto al Cristo serafín, y evidencia de un repinte en uno de los pies de León. La pérdida de pintura continuó y el agrietamiento en la unión requirió una restauración en 1970, y la tonsura de Francisco fue repintada.
La grieta entre las tablillas alcanzó un punto tan grave que se sometió a una tercera restauración en 1982. Se reveló que los barnices modernos habían amarilleado, mientras que no se encontraron más sobrepintes. Trabajando bajo luz ultravioleta, la pintura de la primera restauración fue retirada, descubriendo colores perdidos y detalles del paisaje, incluyendo la nieve en la cumbre de las montañas y pájaros de presa en la parte superior izquierda. Los restauradores encontraron pistas sobre las fuentes de confusión en las restauraciones anteriores, especialmente el posicionamiento inusual de la tonsura de Francisco y los pies de León, que se descubrió estaban cruzados bajo su cuerpo.

## Atribución

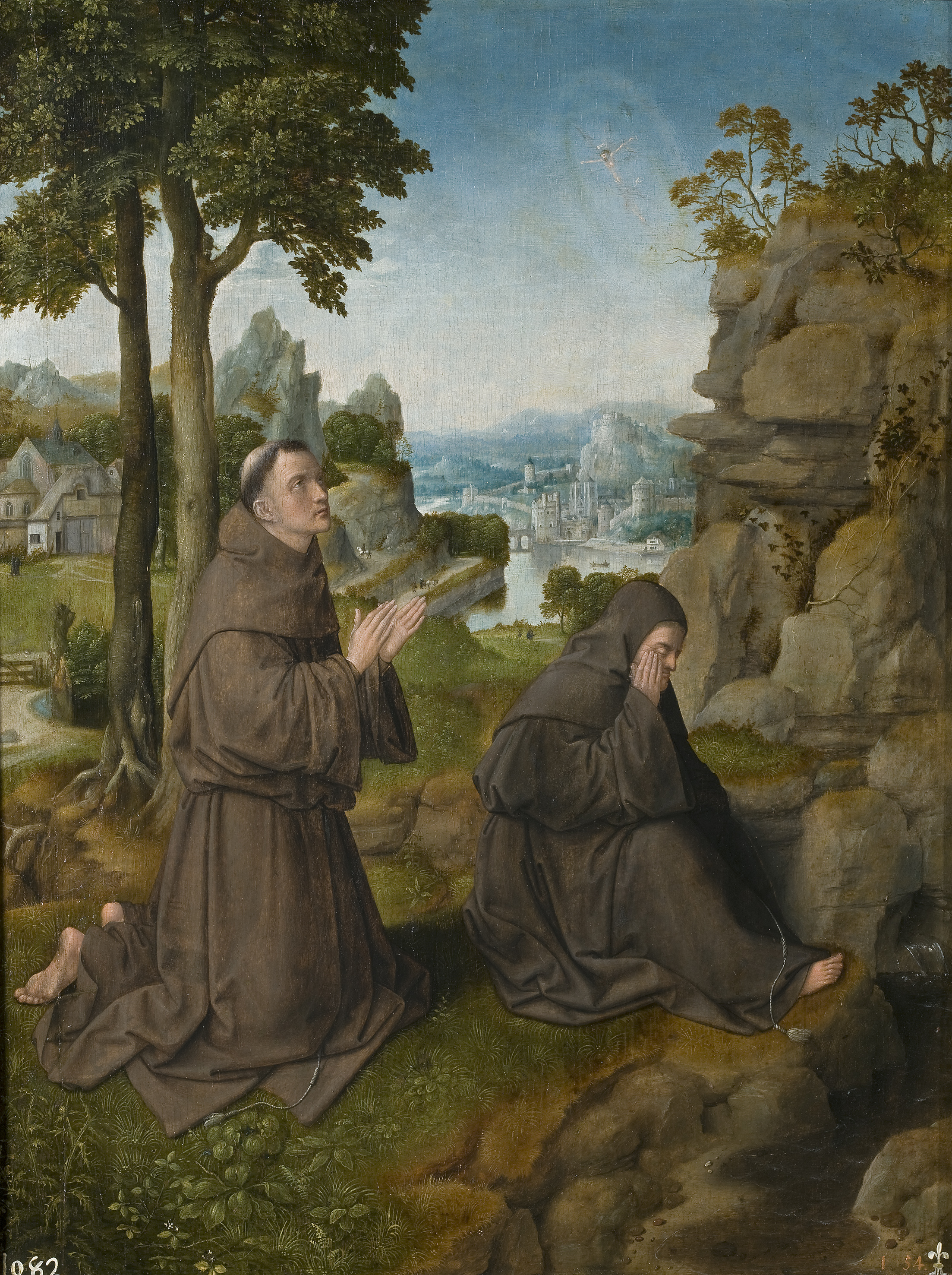
Maestro de Hoogstraten, San Francisco de Asís recibiendo los Estigmas, copia con variantes de Jan van Eyck, después de 1504. Madrid, Museo del Prado.

La investigación a finales del siglo XIX condujo a lo que Rishel describe como "uno de los enigmas más espinosos en el estudio del arte de los primitivos flamencos", con varios esfuerzos realizados para establecer la autoría, datar las tablas y su precedencia. Como no están firmadas ni datadas, eran especialmente difíciles de atribuir. Establecer una fecha aproximada de conclusión es habitualmente el factor más importante para atribuir una obra maestra antigua. El análisis dendrocronológico de la tabla de Filadelfia dató sus anillos de crecimiento entre 1225 y 1307. Lo que demuestra que fue cortada del mismo árbol que la madera de dos tablas conocidas de van Eyck, el Retrato de Baudouin de Lannoy (c. 1435) y Retrato de Giovanni di Nicolao Arnolfini (1438). Estos tienen anillos que se desarrollaron entre 1205 y 1383, y 1206 y 1382, respectivamente. El examen en la madera la fecha alrededor de 1392. Suponiendo un típico reposo de 10 años antes de su uso, cualquiera de las pinturas podría haberse empezado de 1408 en adelante. La versión de Turín está pintada sobre dos paneles pegados en vertical. Los anillos están datados entre 1273 y 1359, mientras los de la segunda de 1282 a 1365.
Sobre la base de "proporciones defectuosas" en las figuras, Ludwig von Baldass sugirió una fecha temprana en la carrera de van Eyck, alrededor de 1425. Atribuye el posicionamiento inusual y anatomía a un pintor joven y relativamente novato, uno que todavía estaba experimentando. Señala que el paisaje y los elementos individuales son similares al estilo de Hubert van Eyck, pero la observación cercana de la naturaleza revela la mano de Jan. Luber sugiere una fecha ligeramente posterior de aproximadamente 1430, en la época en que van Eyck finalizó el retablo de Gante. Basa su suposición en el hecho de que van Eyck fue enviado por Felipe el Bueno a Portugal a finales de los años 1420; por lo que no podría iniciar una comisión hasta su regreso en 1430. Además, los detalles del paisaje, los cuales se corresponden con los de van Eyck de esta época, combinado con el regreso de la peregrinación de los hermanos Adorno (quiénes pueden haber encargado las dos pinturas), sugieren una fecha de conclusión de aproximadamente 1430.

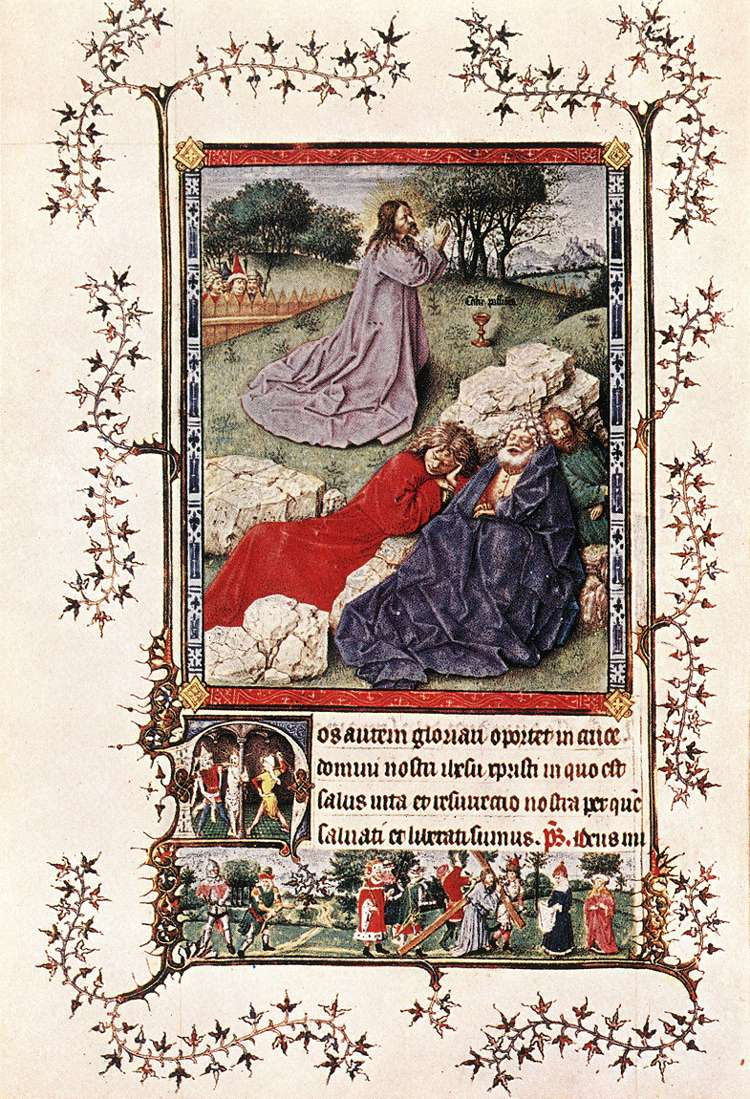
Miniaturista desconocido (Jan van Eyck?), La Agonía en el Huerto, c. 1440–50. "Horas de Milán-Turín"

Una copia libre pintada dos generaciones más tarde se encuentra en el Museo del Prado de Madrid. Tiene un formato vertical y mide 46.2 x 35,5 cm. Un árbol grande aparece añadido a la izquierda, y las rocas en primer plano están más altas. El paisaje es un poco diferente, y refleja el estilo de Joachim Patinir, a quien la pintura fue atribuida antiguamente. La tabla fue atribuida por Max Jakob Friedländer a un Maestro de Hoogstraten, seguidor anónimo de Quentin Massys, y su datación, determinada por la dendrocronología, no puede ser anterior a 1504. La torpeza de las figuras ha sido rectificada, la colocación de pies y rodillas "se hizo más racional" según Rishel, pero San Francisco mira la aparición. Otra copia, colocada provisionalmente en Bruselas c. 1500, es probablemente una copia de la versión de Turín.
Al notar la semejanza de la pose de Francisco con la figura arrodillada en la "miniatura de las Horas Milán-Turín" correspondiente a La Agonía en el Huerto, Borchert, que cree que el trabajo como iluminador de van Eyck fue tarde en su carrera, concluye que ambas obras fueron completadas después de la muerte del maestro, por miembros de su taller. Al contrario que Borchert, Luber cree que las similitudes en la Agonía corresponde a sus experimentos tempranos con la perspectiva, cuando empezó ya a resolver la transición entre primer plano y fondo, colocando unas piedras en medio, al igual que en el San Francisco las rocas. Luber dice que la parte inferior en la miniatura es similar a las de las tablas con San Francisco, y estilísticamente propias de trabajos posteriores de van Eyck, un factor importante en cuanto a atribución.
A pesar de que los análisis dendrocronológicos de la pintura de Filadelfia la colocan firmemente en el taller de van Eyck, la evidencia técnica no prueba que van Eyck o un miembro del taller lo pintaran. Hasta principios de los años 1980 se creía que la tabla de Filadelfia era la original y la de Turín una copia, pero las radiografías revelaron un diseño altamente desarrollado y sofisticado debajo de la pintura que se acepta como de la mano de Jan van Eyck. La radiación infrarroja descubrió debajo de la pintura original, que el artista hizo alteraciones en la composición incluso después de trazar los bocetos y completar la pintura. Estos bocetos son típicos del trabajo de van Eyck y similares a los encontrados en el Retablo de Gante, según Luber, ligando así la versión de Turín al mismo van Eyck.
Cabían tres posibilidades; los tablas son originales de van Eyck; o fueron completadas por miembros del taller después de su muerte; o fueron creadas por un seguidor de gran talento compilando un pastiche de motivos eyckianos. Si bien la mayoría de especialistas creen que son originales de van Eyck, en el pasado hubo voces disidentes significativas. La opinión a mediados del siglo XX ya favorecía a van Eyck; significativamente, Erwin Panofsky expresó dudas con respecto a la atribución.

## Investigación
Marigene Butler, jefa del departamento de conservación y restauración en el Museo de Arte de Filadelfia, supervisó un proyecto multidisciplinar nacional entre 1983 y 1989. Su equipo investigó la procedencia de las dos pinturas y la relación entre ellas a través de los análisis técnicos más modernos. Las pinturas también se sometieron a cuidadosas restauraciones. Examinaron los soportes de madera, fibras de pergamino y capas de pintura de la obra de Filadelfia. Una muestra de pintura fue tomada de las alas del Cristo serafín; el análisis halló partículas de lapislázuli puro, un caro pigmento de la época. El equipo identificó rojo orgánico en las heridas de los estigmas, y bermellón y blanco de plomo en las mejillas de Francisco. La espectrometría infrarroja encontró una capa base de pintura y firmes pinceladas en una capa adicional. La vegetación fue pintada con verdigrís, una resina de cobre, que con el tiempo ha oscurecido a marrón. Las montañas y el cielo fueron pintados con lapislázuli y blanco de plomo. Comparada con la versión de Turín, la versión de Filadelfia muestra menos bocetos.
Butler encontró que la estructura y detalles de las dos pinturas eran casi idénticos. Los componentes individuales coincidían "con bastante precisión", pero estaban ligeramente fuera de registro, levantando dudas sobre si una era copia de la otra. La pintura de Turín tiene una estructura más sencilla que la otra, más bocetos previos, y partículas de pigmento más finas, y los colores difieren. Las piedras en la pintura de Filadelfia son más oscuras y anaranjadas que las predominantemente grises rocas de Turín. La vegetación en la versión de Filadelfia muestra más decoloración que la otra. Bajo aumento las pinceladas son casi idénticas, particularmente en la representación de las nubes.